# 倉庫精練
倉庫精練株式会社（そうこせいれん）は、石川県金沢市に本社を置き、合成繊維の染色仕上加工などを行っていたメーカーである。

## 沿革
- 1914年8月 - 帝国精練株式会社と石川県精練株式会社が合併し、倉庫精練株式会社を設立。
- 1935年10月 - 西金沢工場建設。
- 1962年8月 - 大阪証券取引所2部に上場。
- 1964年1月 - 金沢市米丸町に工場建設。
- 1969年12月 - 金沢市二塚町に工場建設。
- 1979年5月 - 本社屋を金沢市玉鉾四丁目111番地に移転。
- 1986年9月 - 営業倉庫を独立、株式会社ソーコ流通サービスを設立。
- 1986年10月 - 建材資材部門を独立、株式会社キョクソーを設立。
- 1987年7月 - 西金沢工場を閉鎖（跡地は2012年6月時点ではMEGAドン・キホーテ ラパーク金沢店）。業務を二塚工場・米丸工場に集約。
- 1996年11月 - 合成繊維織物加工部門を独立、株式会社ソーコゴーセンを設立。
- 2010年7月 - 株式会社ソーコゴーセンを吸収合併。
- 2013年7月 - 大阪証券取引所と東京証券取引所の現物株市場統合に伴い、東京証券取引所2部に上場。
- 2014年1月 - 本社を現在地に移転。
- 2014年3月 - 米丸工場を二塚工場に統合。
- 2017年5月 - 丸井織物株式会社が株式公開買付けにより議決権所有割合で50.01%の株式を取得し、親会社となる[3]。
- 2019年 - 初の生地独自ブランド「フューチャーシリーズ」を立ち上げ[4]。
- 2020年 - オリジナルTシャツのUp-TのTシャツなどのプリント製造を開始。
- 2022年9月 - 丸井織物株式会社が株式公開買付けにより80.67%の株式を取得[5]。
- 2022年12月 - 東京証券取引所スタンダード市場上場廃止。丸井織物株式会社が株式併合により完全子会社化[6]。
- 2024年3月1日 - 従来の染色では黒字化が見通せないとして、丸井織物と合併して解散。従業員は1月に新設し、好調な事業を承継させたアップティーに移籍[7]。

## グループ会社
- 株式会社ソーコ流通サービス
- コーコク機械株式会社

### 過去
- 倉庫精練信用組合